# Vale
Vale je naselje v Občini Komen.